# Волков, Алексей Алексеевич (партработник)
Алексе́й Алексе́евич Во́лков (26 декабря 1889 [7 января 1890], с. Дмитриево, Дмитриевская волость, Касимовский уезд, Рязанская губерния, Российская империя — 4 марта 1942, Москва, СССР) — советский государственный и партийный работник. Входил в состав особой тройки НКВД СССР.

## Биография

### Происхождение
Родился 26 декабря 1889 [7 января 1890] в селе Дмитриево Дмитриевской волости Касимовского уезда Рязанской губернии Российской империи (ныне село в составе Касимовского района Рязанской области России), в русской крестьянской семье. Окончил начальную школу в родном селе. Работал в кустарных мастерских. С 1912 г. работал в Петербурге: на Путиловском заводе, судостроительной верфи, такелажником военных судов. В 1915 г. вступил в РСДРП. В 1915—1917 г. работал такелажником в Гельсингфорсе и Свеаборге.

### Революционная деятельность
Участник убийства офицеров Балтийского флота во время Февральской революции в Свеаборге. В 1917 году — член заводского комитета Путиловского завода, председатель контрольной комиссии. В 1917—1918 гг. — в Красной гвардии в Петрограде. С июня 1918 по август 1920 г. заведовал отделом здравоохранения, был членом Исполнительного комитета одного из районов Петрограда.
В 1919—1920 гг. служил в Красной Армии, военком санитарной части 19-й стрелковой дивизии 7-й армии; участвовал в Гражданской войне.

### Государственная деятельность
В 1920 г. непродолжительное время был ответственным организатором районного комитета РКП(б) в Петрограде. В том же году направлен на партийную работу в Среднюю Азию: председатель Исполнительного комитета Ташкентского Совета (1920 — ноябрь 1921), заместитель председателя Комитета помощи голодающим Туркестана (ноябрь 1921 — апрель 1922), начальник Главного управления коммунального хозяйства Народного комиссариата внутренних дел Туркестанской АССР (май — июль 1922).
С июля 1922 г. — народный комиссар социального обеспечения Туркестанской АССР, с ноября 1922 г. — заместитель народного комиссара социального обеспечения Туркестанской АССР. С декабря 1922 — ответственный секретарь ряда уездных комитетов КП(б) Туркестана (Полторацкого, с марта по сентябрь 1923 г. — Красноводского, в 1923—1924 гг. — Мервского). С декабря 1924 по 1925 г. — заместитель председателя Центральной контрольной комиссии КП(б) Туркменистана и одновременно заместитель народного комиссара рабоче-крестьянской инспекции Туркменской ССР.
В 1925—1927 гг. учился на Курсах марксизма-ленинизма при ЦК ВКП(б). С 1927 г. — на партийной работе на Украине: председатель Луганской окружной контрольной комиссии КП(б) Украины (1927—1929), член Центральной контрольной комиссии КП(б) Украины (29 ноября 1927 — 5 июня 1930). С 1929 г. — на руководящих должностях в Повольжье: председатель Комиссии по раскулачиванию Исполнительного комитета Пугачёвского окружного Совета (1929—1930), заведующий Нижне-Волжским краевым отделом труда (по 1932 г.).
С 1932 г. — на партийной работе в Москве: инструктор Московского городского комитета ВКП(б) (1932—1933), 1-й секретарь Кировского районного комитета ВКП(б) (1933—1937).
26 января—10 февраля 1934 года делегат XVII съезда ВКП(б) с решающим голосом.
С 29 мая по август 1937 г. — 2-й секретарь Московского городского комитета ВКП(б), член тройки Московской области вместо Н. С. Хрущёва. Этот период отмечен вхождением в состав особой тройки, созданной по приказу НКВД СССР от 30.07.1937 № 00447 и активным участием в сталинских репрессиях.
С 11 августа 1937 по 18 июня 1938 г. исполнял обязанности первого секретаря ЦК КП(б) Беларуси.

Странная оказалась личность… Никто в республике раньше его не знал. А когда сел на место первого, сразу потянул за собой шлейф расстрельных дел. Чёрное пятно от него и осталось.— Б. Н. Авхимович
В течение полугода было арестовано и расстреляно 34 из 64 членов ЦК, 8 из 21 кандидата в члены ЦК.

 Центральный комитет ВКП(б) считает, что Волков не справляется со своими обязанностями. Товарищ Волков человек честный, ему не предъявляется никаких обвинений, но ЦК считает необходимым его заменить. ЦК ВКП(б) рекомендует вам ввести в состав ЦК партии Беларуси товарища Пономаренко П. К., молодого работника, хорошо зарекомендовавшего себя на работе в отделе руководящих органов ЦК ВКП(б). Если есть к нему вопросы, он на них ответит. — Секретарь ЦК ВКП(б) Андреев на вечернем заседании ЦК КП Беларуси 18.6.1938
С июня 1938 г. — в распоряжении ЦК ВКП(б). В 1938—1940 годах — на ответственной работе в Чувашии: председатель Совета Народных Комиссаров Чувашской АССР (31 июля — 20 октября 1938), Первый секретарь Чувашского областного комитета ВКП(б) (1 октября 1938 — 4 марта 1940; ранее, с 17 по 24 сентября 1938 г. — исполняющий обязанности). С 21 марта 1939 по 20 февраля 1941 г. был членом Центральной Ревизионной Комиссии ВКП(б). С 1940 г. работал заместителем председателя Президиума Всесоюзного Совета лесопромысловой кооперации, директором фабрики в Москве.
Избирался депутатом Верховного Совета СССР 1-го созыва (с 1937 г., член Совета Союза от Белорусской ССР), членом Президиума Верховного Совета СССР.